# Tu-128 (航空機)
Tu-128
ロシアのモニノにある博物館での Tu-128
- 用途：要撃機
- 設計者：ツポレフ設計局
- 製造者：第64工場
- 運用者ソビエト連邦防空軍
- 初飛行：1961年3月18日[1]
- 生産数：198機(内、14機は練習機型)
- 運用開始：1965年4月30日[1]
- 退役：1990年
- 運用状況：退役
- 原型機：Tu-98[1]

Tu-128(ツポレフ128；ロシア語:Ту-128トゥー・ストー・ドヴァーッツァチ・ヴォースィェミ)は、ソ連のツポレフ設計局で開発された超音速迎撃戦闘機である。北大西洋条約機構(NATO)は、識別のため「フィドラー」(Fiddler:英語でバイオリン弾き、またはペテン師)というNATOコードネームをつけた。
全長30m程の大型戦闘機で、遠距離からのミサイルによる迎撃を任務としていた。その機体の大きさとそもそもの情報量の少なさから、西側諸国において本機は当初爆撃機として認識されており、コード名も「ブラインダー」とされていた。なお、後にこのコード名「ブラインダー」は同じくツポレフ設計局の手によるTu-22に用いられた。

## 概要
ソビエト連邦空軍は新型の長距離迎撃戦闘機の開発をラボーチキン設計局に指示したが、1960年にラボーチキンが死去したためツポレフ設計局が開発を引き継ぐことになった。ツポレフでは試作爆撃機Tu-98 (NATOコードネーム「バックフィン」)から発展した機体Tu-28を開発した。1960年中ごろに試作機が初飛行し、同年のツシノでの航空ショーで西側各国に初めて紹介された。
主に偵察気球の迎撃に用いられ、有事の際はミサイル4発を携行し迎撃任務に宛がう形だったが元々大型機のような構造であり強度も通常の戦闘機より下回るなどしたため派手な動きは見せなかった。

## 派生型
- Tu-28AフィドラーA:1機製造された試作機。細部の構造が異なる。
- Tu-28PイズデリヤA:1機だけ制作された兵装実験機。
- Tu-102イズデリヤB:1機だけ制作された飛行性能実験機。
- Tu-128-2AL-7F-4GイズデリヤC:1機だけ製造された高性能エンジン試験機。
- Tu-128LL-２VD-19イズデリヤD:1機製造された発電機をテストするために作られた飛行実験室。
- Tu-128フィドラーB:100機配備された量産型で1964年に基地に多数が配備された。当初はTu-128S-4またはTu-128Pと呼ばれた。
- Tu-128MフィドラーB:79機配備された改良型。アビオニクスが低空での迎撃任務向けのRP-SMに改造された。
- Tu-128UTフィドラーB:14機製造並びに改造して配備された複座練習機型。内4機は既存のTu-128を改造したもので別名Tu-28UT。

## スペック
- 翼幅：17.53 m
- 全長：30.06 m
- 全高：7.15 m
- 翼面積：96.94 m2
- 最大離陸重量：43,000 kg
- エンジン：AL-7F-2 ターボジェットエンジン ×2基
- 出力：10,100 kg/s
- 最高速度：1910 km/h
- 航続距離：2,565 km
- 乗員：2 名
- 武装：R-4RM空対空ミサイル×4発またはR-4TMスメルチM空対空ミサイル×4発